# Zach Sill
Zachary Dean „Zach“ Sill (* 24. Mai 1988 in Truro, Nova Scotia) ist ein kanadischer Eishockeyspieler, der zuletzt bis zum Saisonende 2023/24 beim italienischen Klub HC Pustertal aus der ICE Hockey League unter Vertrag gestanden und dort auf der Position des Centers gespielt hat. Zuvor bestritt Sill unter anderem 93 Spiele für die Pittsburgh Penguins, Toronto Maple Leafs sowie Washington Capitals in der National Hockey League (NHL) und war vier Jahre für die Kölner Haie in der Deutschen Eishockey Liga (DEL) aktiv.

## Karriere
Sill spielte während seiner Juniorenzeit bis 2006 zunächst für die Truro Bearcats aus seiner Geburtsstadt in der  Maritime Junior Hockey League. Nach einem kurzen Gastspiel an der University of Maine zog es ihn zur Saison 2007/08 zu den Moncton Wildcats in die Ligue de hockey junior majeur du Québec. Dort spielte Sill zwei Jahre und konnte mit seinen Leistungen die Teams im Profibereich auf sich aufmerksam machen.
Der ungedraftete Free Agent unterzeichnete im Sommer 2009 einen Vertrag bei den Wilkes-Barre/Scranton Penguins aus der American Hockey League, den die Pittsburgh Penguins aus der National Hockey League im Mai 2011 verlängerten und mit einer Gültigkeit für die NHL erweiterten. Im Verlauf der vier Jahre zwischen 2009 und 2013 kam Sill hauptsächlich im Farmteam in Wilkes-Barre/Scranton in der AHL zum Einsatz. Erst in der Saison 2013/14 feierte der Mittelstürmer sein Debüt in der NHL und lief in 20 Spielen für Pittsburgh auf, obwohl er große Teile des Spieljahres verletzungsbedingt aussetzen musste. Zur Spielzeit 2014/15 etablierte sich Sill im Kader Pittsburghs und absolvierte bis Februar 2015 insgesamt 42 Spiele, in denen ihm drei Scorerpunkte gelangen. Vor der Trade Deadline wurde er schließlich mit einem Viertrunden-Wahlrecht im NHL Entry Draft 2015 sowie einem Zweitrunden-Wahlrecht im NHL Entry Draft 2016 an die Toronto Maple Leafs abgegeben. Diese schickten im Gegenzug Daniel Winnik zu den Penguins. Bei den Leafs bestritt Sill weitere 21 Spiele. Sie verlängerten den auslaufenden Vertrag am Saisonende aber nicht. Im Juli 2015 schloss sich Sill als Free Agent den Washington Capitals an, die ihn im Verlauf der Saison 2015/16 sowohl in der NHL als auch ihrem Farmteam Hershey Bears in der AHL einsetzten.
Nach der Saison 2017/18 wurde sein Vertrag in Washington nicht verlängert, sodass er sich für eine Saison dem HC Sparta Prag anschloss. Zur folgenden Spielzeit 2019/20 blieb er in Europa und unterzeichnete einen Vertrag mit den Kölner Haien aus der Deutschen Eishockey Liga (DEL). Dort verbrachte der Kanadier schließlich vier Spielzeiten und fungierte zeitweise als Assistenzkapitän, ehe er den Klub im Frühjahr 2023 verließ und sich in der Folge für eine Spielzeit dem italienischen Klub HC Pustertal aus der ICE Hockey League anschloss.

## Karrierestatistik
Stand: Ende der Saison 2023/24
(Legende zur Spielerstatistik: Sp oder GP = absolvierte Spiele; T oder G = erzielte Tore; V oder A = erzielte Assists; Pkt oder Pts = erzielte Scorerpunkte; SM oder PIM = erhaltene Strafminuten; +/− = Plus/Minus-Bilanz; PP = erzielte Überzahltore; SH = erzielte Unterzahltore; GW = erzielte Siegtore; 1 Play-downs/Relegation; Kursiv: Statistik nicht vollständig)